# وادي أوريكا

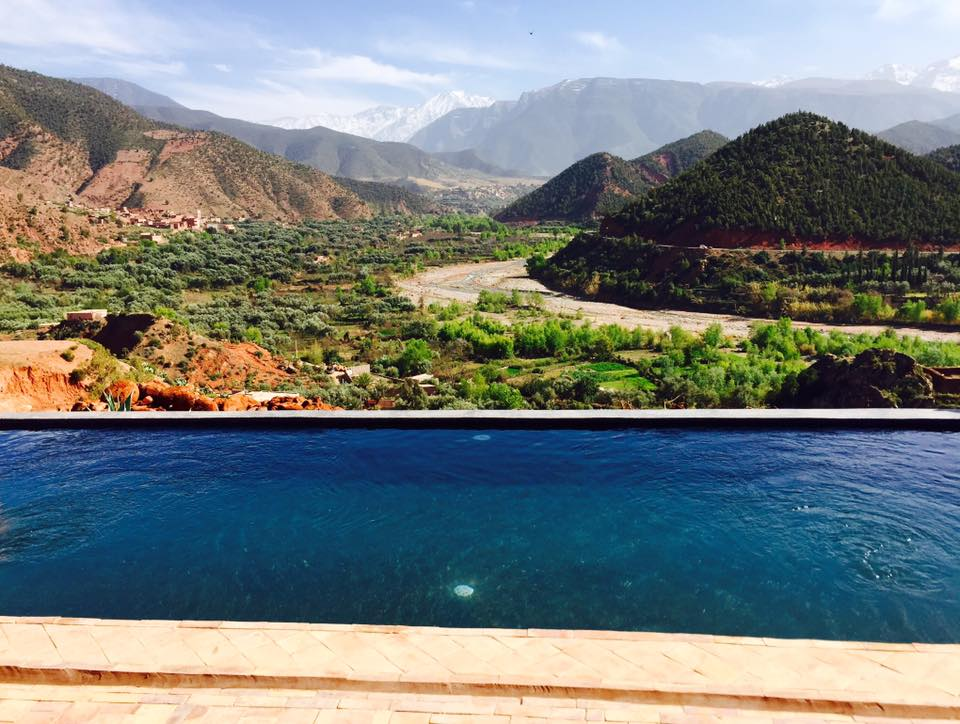

وادي أوريكا هو واد يقع على سفوح جبال الأطلس الكبير في المغرب على طول نهر أوريكا.
يقع على بعد 30 كم من مراكش. ويقطن المنطقة بشكل أساسي سكان شلوح يتحدثون بلسان تشلحيت. كما لا تزال المعالم الطبيعية ومظاهر الحياة الجبلية التقليدية محفوظة على الرغم من قربها من مراكش. 

## التاريخ
أوريكا هو اسم إحدى أشهر القبائل التي كتب عنها ابن خلدون.

## المعالم والمواقع السياحية

### ستي فاطمة
ستي فاطمة هي آخر مدينة صغيرة (دوار ) يمكن الوصول إليها عبر الطريق المعبدة وتعتبر نقطة الانطلاق للعديد من الرحلات إلى الجبال والشلالات القريبة.

### تنين أوريكا
إنها قرية صغيرة لا تحظى باهتمام معماري كبير غير أنها مكان السوق التقليدية الأسبوعي كل يوم اثنين (تنين).